# Blériot VIII
Pour les articles homonymes, voir Blériot.

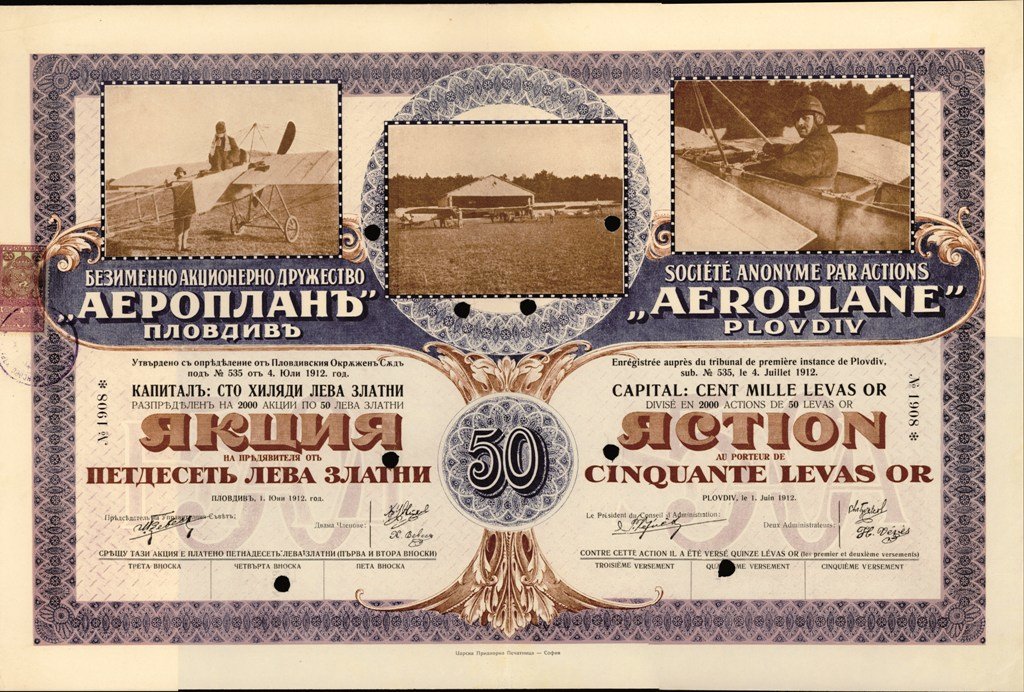
Vignettes avec Louis Blériot et son "Blériot VIII" sur une action de la S.A. par Actions "Aeroplane" en date du 1 juin 1912

Le Blériot VIII est l'un des premiers avions réussis construits par l'ingénieur français Louis Blériot, en 1908. Cet avion présente deux caractéristiques  significatives qui deviendront finalement la norme : une configuration monoplan à empennage type Pénaud et un système de contrôle de gouvernes par manche à balai et palonnier.
L'année précédente, en 1907, Blériot expérimente, avec le Blériot VI, la conception d'un avion avec des ailes en tandem. Puis, il construit un appareil similaire, le Blériot VII, sur lequel l'aile arrière est légèrement plus petite que l'aile avant. Sur le Blériot VIII, il réduit davantage encore la taille de l'aile arrière, à tel point que celui-ci ne contribue plus de façon significative à la portance de l'avion, mais remplit désormais la seule fonction de stabilisateur horizontal.
  L'autre innovation réside dans l'adoption d'un manche à balai articulé qui permet de contrôler d'une seule main et de façon instinctive à la fois les gouvernes de tangage et de roulis, tandis que le gouvernail de direction est contrôlé par une barre actionnée par les pieds du pilote. Un dispositif de commande similaire avait été installé dans un aéroplane de l'année précédente par Robert Esnault-Pelterie.
Blériot constate que l'avion vole bien, et que son système de contrôle lui permet d'effectuer des virages. Au cours de l'année 1908, il modifie l'avion à plusieurs reprises. Avec le VIII-bis, Blériot remporte le 29 juin 1908, le deuxième des trois prix offerts par l'Automobile Club de France pour un vol de 200 mètres. En juillet 1908 il fait voler le VIII-bis sur 6 km, un vol de 8 minutes. Des vols plus longs suivirent : le 21 octobre, il parcourt 7 km, et dix jours plus tard ce sont 26 kilomètres qui sont franchis entre Toury et Artenay. Ce vol de 2 heures entre Toury et Artenay aller-retour effectué avec un Blériot VIII Ter à moteur Antoinette de 50 chevaux de puissance est un vol historique car c'est le premier de ville à ville aller-retour de l'histoire.